# Flash of Genius
Flash of Genius (bra Jogada de Gênio; prt Rasgo de Génio) é um filme norte-americano de 2009, do gênero drama biográfico, dirigido por Marc Abraham, com roteiro de Philip Railsback baseado num artigo de John Seabrook publicado em 1993 no New Yorker sobre o inventor Robert Kearns e o processo que moveu contra a Ford Motor Company.

## Sinopse
Narra o processo judicial movido pelo inventor Robert Kearns, engenheiro e professor universitário de Detroit, contra a Ford Motor Company pelo roubo de um invento de sua autoria que propiciou ao cartel da indústria automobilística ampliar ainda mais os seus lucros.

## Elenco
- Greg Kinnear ..... Robert Kearns
- Lauren Graham ..... Phyllis Kearns
- Dermot Mulroney ..... Gil Privick
- Alan Alda ..... Gregory Lawson
- Mitch Pileggi ..... Macklin Tyler
- Bill Smitrovich  ..... Judge Michael Franks
- Tim Kelleher  ..... Charles Defao